# یو وان
یو چانگ گو (کره‌ای: 여창구؛ زادهٔ ۲۷ مارس ۱۹۹۶) که بیشتر با نام هنری یو وان (انگلیسی: Yeo One) شناخته می‌شود، خواننده و بازیگر اهل کره جنوبی است. او در اکتبر ۲۰۱۶ به عنوان وکالیست گروه پسرانهٔ پنتاگون فعالیت خود را آغاز کرد. در کنار فعالیت‌های گروهی به عنوان خواننده، او در مجموعه‌های تلویزیونی مختلفی حضور پیدا کرده‌است.

## اوایل زندگی
یو وان زادهٔ ۲۷ مارس ۱۹۹۶ در دجون، کره جنوبی است. او عضو گروه موسیقی مدرسه بود و در به‌طور فعال در مسابقات گروه موسیقی شرکت می‌کرد.

## فیلم‌شناسی

### مجموعه‌های تلویزیونی
| سال  | عنوان               | عنوان اصلی           | نقش               | توضیحات                                | منابع       |
| ---- | ------------------- | -------------------- | ----------------- | -------------------------------------- | ----------- |
| ۲۰۱۷ | دوران جوانی         | 청춘시대۲            | تیر / شین چانگ گو | یکی از اعضای گروه آیدل Asgard          | [ ۳ ]       |
| ۲۰۱۸ | مسابقه زیبایی چوسان | 조선미인별전         | کیو هیون          | درام موزیکال                           | [ ۴ ]       |
| ۲۰۲۰ | Somehow Family      | 어쩌다 가족          | یو وان            | تنها دو قسمت، شین وون هو جایگزین او شد | [ ۵ ] [ ۶ ] |
| ۲۰۲۲ | اگه آرزوتو بگی      | 당신이 소원을 말하면 | کواک هیونگ جون    |                                        | [ ۷ ]       |

### مجموعه اینترنتی
| سال  | عنوان                              | عنوان اصلی           | نقش                 | توضیحات  | منابع         |
| ---- | ---------------------------------- | -------------------- | ------------------- | -------- | ------------- |
| ۲۰۱۶ | اسپارک                             | 스파크               | جی سونگ             | نقش اصلی | [ ۸ ]         |
| ۲۰۱۹ | به فروشگاه جادوگر خوش آمدی         | 어서오세요, 마녀상점 | سونگ وو             | نقش اصلی | [ ۹ ]         |
| ۲۰۲۱ | نام خودمانی برگ گاج                | 닉네임 솔잎          | یو چانگ گو / یو وان | نقش اصلی | [ ۱۰ ] [ ۱۱ ] |
| ۲۰۲۱ | زمان کدو تنبل                      | 펌킨 타임            | هان سه جون          | نقش مکمل | [ ۱۲ ]        |
| ۲۰۲۲ | There is an Idol in my Living Room | 거실에 아이돌이 산다 |                     | نقش اصلی | [ ۱۳ ]        |

### ورایتی شو
| سال  | عنوان          | توضیحات    | منابع         |
| ---- | -------------- | ---------- | ------------- |
| ۲۰۱۶ | پنتاگون میکر   | شرکت کننده | [ ۱۴ ] [ ۱۵ ] |
| ۲۰۱۹ | پادشاه خواننده | قسمت ۲۳۳   | [ ۱۶ ]        |

### موزیک ویدئو
| سال  | عنوان                       | منابع  |
| ---- | --------------------------- | ------ |
| ۲۰۱۸ | «بزن بریم» (Let's Go)       | [ ۱۷ ] |
| ۲۰۱۸ | «토닥토닥»                  | [ ۱۸ ] |
| ۲۰۲۱ | «شروع دوباره» (Begin Again) | [ ۱۹ ] |